# Acianthera deserta
Acianthera deserta é  uma espécie de orquídea (Orchidaceae) que existe na Bolívia, antigamente subordinada ao gênero Pleurothallis.

## Publicação e sinônimos
- Acianthera deserta (Luer & R.Vásquez) Luer, Monogr. Syst. Bot. Missouri Bot. Gard. 95: 253 (2004).

Sinônimos homotípicos:
- Pleurothallis deserta Luer & R.Vásquez, Revista Soc. Boliv. Bot. 2: 139 (1999).